# 納尼氏囊鰓鯰
納尼氏囊鰓鯰，為輻鰭魚綱鯰形目囊鰓鯰科的其中一種，為熱帶淡水魚，分布於亞洲孟加拉淡水流域，體長可達10.9公分，棲息在底層水域，生活習性不明。

## 扩展阅读
維基物種上的相關：納尼氏囊鰓鯰